# Catedral de Nuevo Casas Grandes
La catedral de Nuevo Casas Grandes, oficialmente catedral de Nuestra Señora de la Medalla Milagrosa es un templo católico elevado al rango de catedral, sede de la Diócesis de Nuevo Casas Grandes. Esta ubicada en Nuevo Casas Grandes, en el estado de Chihuahua, México.

## Breve historia
El recinto fue durante un tiempo la parroquia local de Nuevo Casas Grandes hasta en 1977. Cuando el papa Pablo VI, mediante la bula Praecipuum animarum, erigió la prelatura territorial, actual Diócesis de Nuevo Casas Grandes, fue consagrada como catedral y sede de la diócesis bajo la advocación de la Virgen de la Medalla Milagrosa, patrona de la catedral y de Nuevo Casas Grandes.